# Amato di Nusco
Amato di Nusco, figlio di Landone (Nusco, ... – Nusco, 30 settembre 1093), è stato un vescovo italiano.

## Biografia

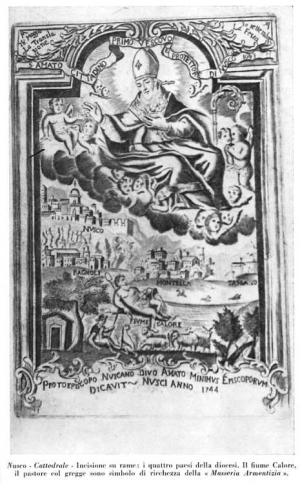
Sant'Amato di Nusco in una raffigurazione del 1744.

Cittadino e primo vescovo di Nusco, Amato, figlio di Landone, si distinse per la vita in odore di santità di cui si tramandano tutt'oggi molte gesta tra storia e leggenda.
Figlio di una nobile famiglia longobarda di Nusco divenne sacerdote in giovanissima età; durante il suo ministero riunì fra le mura del castello di Nusco gli abitanti delle contrade ad esso adiacenti; restaurò molte chiese preesistenti e ne edificò diverse nuove, tra cui la chiesa Cattedrale che venne da lui dedicata al protomartire Santo Stefano di cui era devoto.
Grazie al suo zelo nel 1048 l'arcivescovo di Salerno Alfano I eresse la diocesi di Nusco e consacrò sant'Amato suo primo vescovo.
Morto il 30 settembre 1093, lasciò tutti i suoi averi alla neonata diocesi di Nusco come risulta dal suo testamento, una piccola pergamena (15 cm x 55 cm) la cosiddetta Chartula Iudicati, redatta in scrittura beneventana, tutt'oggi conservata nell'archivio della Cattedrale.
Salito agli onori degli altari nel XII secolo, le sue spoglie mortali sono ad oggi custodite e venerate nella cripta della Cattedrale di Nusco.

## Celebrazioni e ricorrenze in onore di sant'Amato
Il Martirologio Romano commemora sant'Amato di Nusco il 30 settembre.
Oltre alla ricorrenza della morte del santo, a Nusco si celebra come festività anche il 28 maggio, giorno della traslazione delle sue ossa dal primo sepolcro all'attuale nella cripta della cattedrale.
Nell'Instructio Synodica seu Synodus pro Dioecesis Nuscanae Tyrcinio del vescovo di Nusco Gaetano de Arco pubblicata nel 1752 a Napoli, si annotava che le feste annuali in onore di sant'Amato erano tre: la traslazione delle reliquie (28 maggio), il patrocinio (ultima domenica di luglio) e la morte (30 settembre).